# El makinón
«El makinón» es una canción de la cantante colombiana Karol G y la cantante estadounidense Mariah Angeliq. La canción fue lanzada el 25 de marzo de 2021 a través de Universal Music Latino, junto con su tercer álbum de estudio KG0516 y sirvió como el quinto sencillo de este último. La canción fue escrita por Karol G, Mariah Angeliq, Gabriel Mora, Freddy Montalvo y Jose Cruz. y fue producida por Subelo NEO. La canción alcanzó el número 6 en la lista Hot Latin Songs de Billboard en mayo de 2021, también alcanzó el top 10 en Ecuador y España, también alcanzó el top 20 en Colombia y Argentina.

## Video musical
El video musical fue lanzado en YouTube el 25 de marzo de 2021 y había logrado más de 150 millones de visitas hasta mayo de 2021. En noviembre de 2023, el videoclip alcanzó los mil millones de visualizaciones.

## Posicionamiento en listas
| Lista (2021)                                      | Mejor posición |
| ------------------------------------------------- | -------------- |
| Argentina (Argentina Hot 100)                     | 11             |
| Global 200 (Billboard)                            | 39             |
| Colombia (National-Report)                        | 14             |
| Ecuador (Monitor Latino)                          | 7              |
| España (PROMUSICAE)                               | 6              |
| Estados Unidos (Billboard Bubbling Under Hot 100) | 6              |
| Estados Unidos (Hot Latin Songs)                  | 6              |
| Estados Unidos (Billboard Latin Rhythm Airplay)   | 8              |

## Certificaciones
| Región            | Certificación         | Unidades  |
| ----------------- | --------------------- | --------- |
| México (AMPROFON) | 2xDiamante+4x Platino | 1,680,000 |

## Historial de lanzamiento
| Región | Fecha               | Formato                    | Sello                 | Ref.   |
| ------ | ------------------- | -------------------------- | --------------------- | ------ |
| Varios | 25 de marzo de 2021 | Descarga digital streaming | Universal Music Latin | [ 10 ] |